# جیم پرک
جیم پرک (انگلیسی: Jim Parrack؛ زادهٔ ۸ فوریهٔ ۱۹۸۱) یک هنرپیشه اهل ایالات متحده آمریکا است. وی از سال ۲۰۰۶ میلادی تاکنون مشغول فعالیت بوده‌است.
از فیلم‌ها یا برنامه‌های تلویزیونی که وی در آن نقش داشته‌است می‌توان به نبرد در لس‌آنجلس، فرزند خدا و خون حقیقی اشاره کرد.